# Виталий Кличко
Виталий Владимирович Кличкò (на украински: Віталій Володимирович Кличко) е украински политик и обществен деятел, бивш професионален боксьор и кикбоксьор, многократен световен шампион в тежка категория в двата спорта.
Той е настоящ кмет на Киев и ръководител на Киевската градска администрация от юни 2014 г. Кандидат на науките по физическото възпитание и спорта.

## Биография
Роден е на 19 юли 1971 в село Беловодско, Киргизка ССР. Той е брат на боксьора Владимир Кличко. Виталий е световен шампион по бокс при професионалистите във версия WBO (1999 – 2000), по версии на списание The Ring (2004 – 2005) и WBC (2004 – 2005, 2008 – 2014). Шесткратен притежател на световната титла по кикбокс по версии на различни организации (четири професионални и две при аматьори), трикратен шампион по бокс на Украйна за аматьори. Негов треньор е Фриц Здунек.

## Спортна кариера
От ранна детска възраст Виталий се увлича по различни видове бойни изкуства, но се насочва към кикбокса. „Железният юмрук“ както е известен още знаменитият боксьор става световен шампион по кикбокс (четири пъти професионално и два пъти при аматьорите). След това се насочва към бокса. В кикбокса Кличко има 35 мача, от които е спечелил 34.
През 1995 г. Виталий Кличко започва да се занимава с бокс, като постига не малко висоти и в този спорт. Успява да спечели световната титла при военнослужещите, а малко след това завоюва сребърен медал, където на финала отстъпва на Алексей Лезин, когото вече е побеждавал на военното първенство през същата година. Разминава се с олимпиадата в Атланта заради положителен допинг тест. В кръвта му са открити анаболни стероиди, които той е вземал за лечение на травма, но това не било достатъчно оправдание за олимпийския комитет и Виталий не успява да вземе участие в олимпиадата. Вместо него от Украинската спортна федерация изпращат брат му Владимир Кличко. След успешна кариера в аматьорския бокс (95 мача, 80 победи (72 с нокаут) и 15 поражения) дебютира на професионалния ринг едновременно с по-малкия си брат през ноември 1996 година. Състезава се до 2013 година.

## Политика
През ноември 2005 година прекратява спортната си кариера, но през 2007 се завръща на професионалната сцена. От 2010 г. е лидер на украинската политическа партия УДАР (Украински Демократичен Алианс за реформа), която на парламентарните избори през 2012 година е на трето място с 14% от гласовете и 40 от 450 места във Върховната рада.
През юни 2014 година е избран за кмет на Киев с 56,7% от гласовете.
През февруари 2022 година, заедно с брат си, Владимир Кличко, участва в боевете в защита на град Киев от руското нападение над Украйна.